# Baranowice (Kąty Wrocławskie)
Baranowice (deutsch Bahra; 1939–1945 Baara) ist ein Ort in der Stadt- und Landgemeinde Kąty Wrocławskie (Kanth) im Powiat Wrocławski der Woiwodschaft Niederschlesien in Polen.

## Geschichte
Urkundlich erwähnt wurde der Ort 1341 als Baranowicz, 1361 als Baran, 1571 als Baranau und 1683 als Bara. Ehemalige Eigentümer waren die von Bibritsch und im 17. Jahrhundert die von Bresen. Seit dem Übergang Schlesiens infolge des Ersten Schlesischen Kriegs 1742 an Preußen gehörte Baara bis 1945 zum Landkreis Breslau. 1845 zählte das Dorf elf Häuser, ein herrschaftliches Vorwerk, 105 Einwohner (38 katholisch und der Rest evangelisch), evangelische Kirche zu Domslau, katholische Kirche zu Jaschgüttel, vier Dresch- und zwei Freigärtner.
Als Folge des Zweiten Weltkriegs fiel Baara mit fast ganz Schlesien 1945 an Polen. Nachfolgend wurde es durch die polnische Administration in Baranowice umbenannt. Die einheimische deutsche Bevölkerung wurden, soweit sie nicht schon vorher geflohen waren, vertrieben. Die neu angesiedelten Bewohner stammten teilweise aus Ostpolen, das an die Sowjetunion gefallen war. 